# André Olivier (militant politique)
Pour les articles homonymes, voir André Olivier et Olivier (homonymie).
André Olivier, né le 16 mars 1943, surnommé Raymond-la-Science, est un militant politique français d'extrême gauche.
Membre fondateur d'Action directe et de l'Affiche rouge, il est condamné pour trois assassinats et pour terrorisme. Il est libéré sous conditions le 14 octobre 2024.

## Biographie
Devenu maoïste après mai 68, André Olivier intègre comme professeur de lettres le Lycée technique des industries métallurgiques du boulevard des Tchécoslovaques à Lyon. Il est alors membre de Changer l'école.
Il rencontre Jean-Marc Rouillan en prison en 1976 et en 1979 il participe à la fondation d'Action directe. Max Frérot, un de ses élèves, rejoint le groupe.
Il est identifié comme le fondateur d'Action directe par les Renseignements généraux dès 1979, à la suite d'une enquête menée sous Jean-Pierre Pochon.
À la fin de l'année 1981, une scission menée par Olivier fonde l'Affiche rouge, basée à Lyon, ce qui lui vaudra le nom de branche lyonnaise d'Action directe.
Olivier est arrêté le 28 mars 1986 à Lyon avec Joëlle Crépet et Bernard Blanc.
En 1989, il est condamné à la réclusion à perpétuité avec une peine de sûreté de dix-huit ans pour les meurtres d'un convoyeur de fonds, d'un policier et d'un gendarme, le général de division Guy Delfosse, commandant de la Gendarmerie nationale en 5e militaire. Le 3 juillet 1995, il est condamné par la cour d’assises spéciale de Paris à trente ans de réclusion criminelle pour fabrication ou détention non autorisée de substances ou d'engins explosifs, vol, destruction de biens et terrorisme.
Au cours de son procès de 1995, il fait plusieurs déclarations, de concert avec Max Frérot, signalées comme antisémites par la presse couvrant les séances,,. Il est également accusé à cette occasion par Joëlle Crépet, son ex-compagne, de violences conjugales.
André Olivier occupe depuis de nombreuses années le poste de bibliothécaire[réf. nécessaire].
Il sort le 14 octobre 2024 de la maison centrale de Saint-Maur après trente-huit ans de détention, à 81 ans, grâce à une libération conditionnelle sous bracelet électronique, et avec l’interdiction de publication et déclaration publique,.